# Сизов (хутор)
Сизов — хутор в Чернышковском районе Волгоградской области. Административный центр Сизовского сельского поселения. На 2017 год в хуторе числилось 17 улиц.
В 2016 году хутор был газифицирован.

## География
Расположен на берегу реки Цимла. Находится в 31 км от посёлка городского типа Чернышковский и в 177 км от Волгограда. Высота центра селения над уровнем моря — 47 м.

## Население
| 2010 |
| ---- |
| 498  |